# フランチェスコ・ボッロミーニ

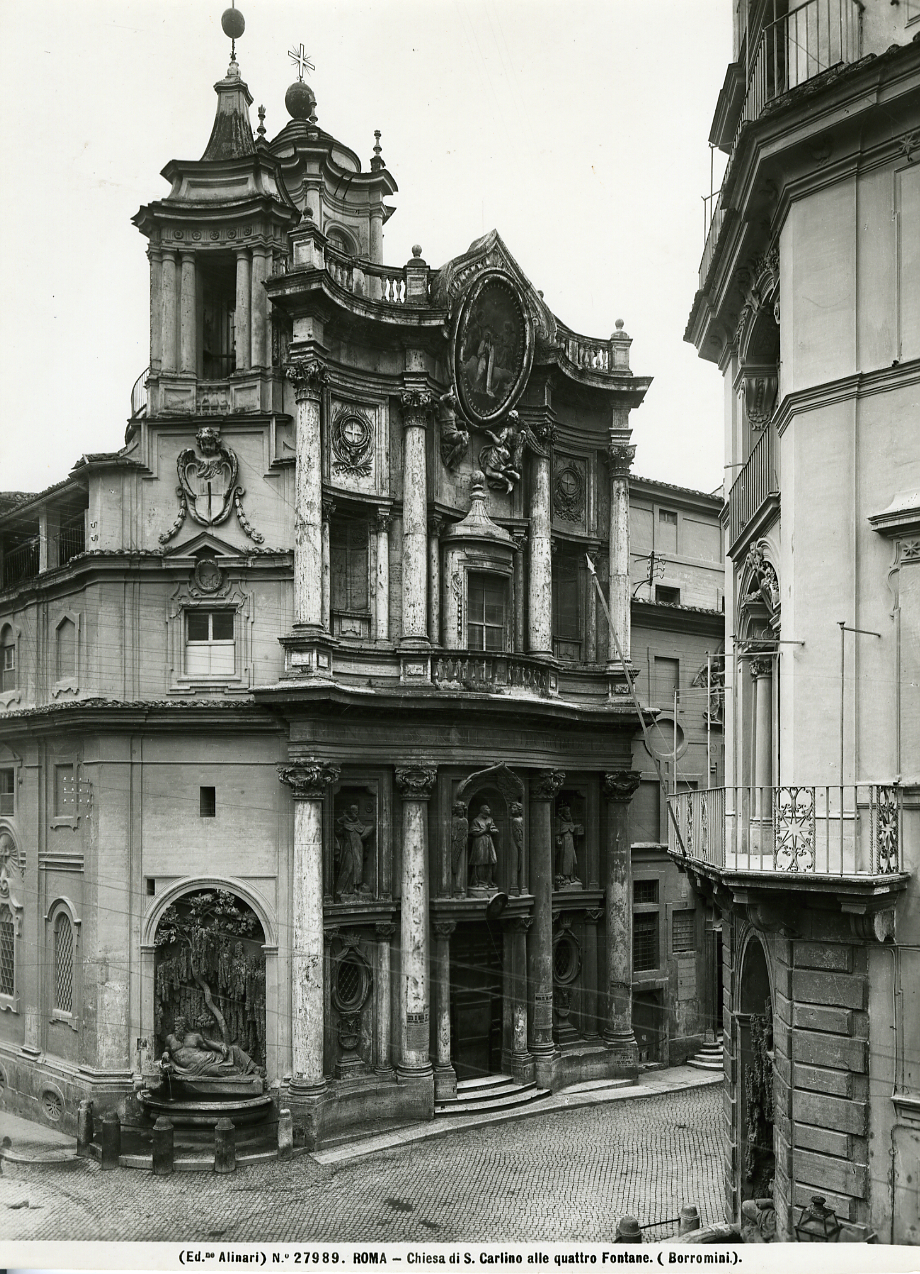
出世作となったサン・カルロ・アッレ・クワトロ・フォンターネ聖堂（ローマ）。カトリック・バロック様式の代表作のひとつとして知られる。

フランチェスコ・ボッロミーニ（伊: Francesco Borromini, 1599年9月25日 - 1667年8月3日）は、ジャン・ロレンツォ・ベルニーニ、ピエトロ・ダ・コルトーナと並び、イタリアのバロックを代表する建築家である。本名はフランチェスコ・カステッリで、ボッロミーニは後に自ら名乗った母方の系統の姓である。

## 概要
同じバロック建築でもベルニーニの古典主義的で端正な作風に比べ、サン・カルロ・アッレ・クワトロ・フォンターネ聖堂のように曲面を多用し、幻想的な効果を上げることを得意とし、後のバロック建築に与えた影響は大きい。
イタリアで活躍した建築家であるが、出身地スイスの第6次紙幣、第7次紙幣の100フランにその肖像が描かれていた。

## 生涯
ボッロミーニは、1599年9月25日ルガーノ湖のほとりのビッソーネに生まれた。父ジョヴァンニ・ドメニコ・カステッロ＝ブルミーノは、ヴィスコンティ家に仕えた建築家であった。この父から初期の手ほどきを受ける。
9歳ごろ、石工の修行のため、当時スペイン支配下にあったミラノへ移る。
20歳を過ぎたころ、親類を頼ってローマへ移り住む。サン・ピエトロ大聖堂の現場で石工として働くうちに腕を買われ、工事主任のカルロ・マデルノの助手となった。
1629年1月30日にマデルノが亡くなると、サン・ピエトロ大聖堂の工事主任はベルニーニに引き継がれた。ベルニーニのもとで、ボッロミーニはバルダッキーノの完成を助けることになる。
ボッロミーニは、パラッツォ・バルベリーニでもベルニーニの下で仕事をしている。しかし、2人の仲はうまくいかなくなる。ボッロミーニはベルニーニの構築上の知識に疑いを抱き、ベルニーニはボッロミーニの建築の作り方をよく思わなかった。
1634年にサン・カルロ・アッレ・クワトロ・フォンターネ聖堂の仕事を受け、ボッロミーニは独立する。以後、彼らが協力することはなく、ライバルとして対立感情をあらわにするようになった。
ボッロミーニは決してパトロンに恵まれたとはいえなかったが、ローマ教皇インノケンティウス10世は非常にボッロミーニびいきであった。その庇護のもとで、ローマの司教座聖堂であるサン・ジョバンニ・イン・ラテラノ大聖堂の改築工事の仕事を引き受ける。ローマでの主要な仕事はすべて教皇庁につながっていた。
インノケンティウス10世の没後アレクサンデル7世が教皇になると、ボッロミーニに教皇庁関係の大きな工事はなくなり、ベルニーニが建築家として活躍するようになった。
神経症に悩まされていたボッロミーニは、1667年8月3日剣の上に倒れこむようにして衝動的に自殺し、67年の生涯を終えた。
1999年に生誕400年記念碑として生まれ故郷ルガーノ湖畔に、同郷出身の建築家マリオ・ボッタによるサン・カルロ・アッレ・クワトロ・フォンターネ聖堂の木造模型が設置された（2003年解体）。

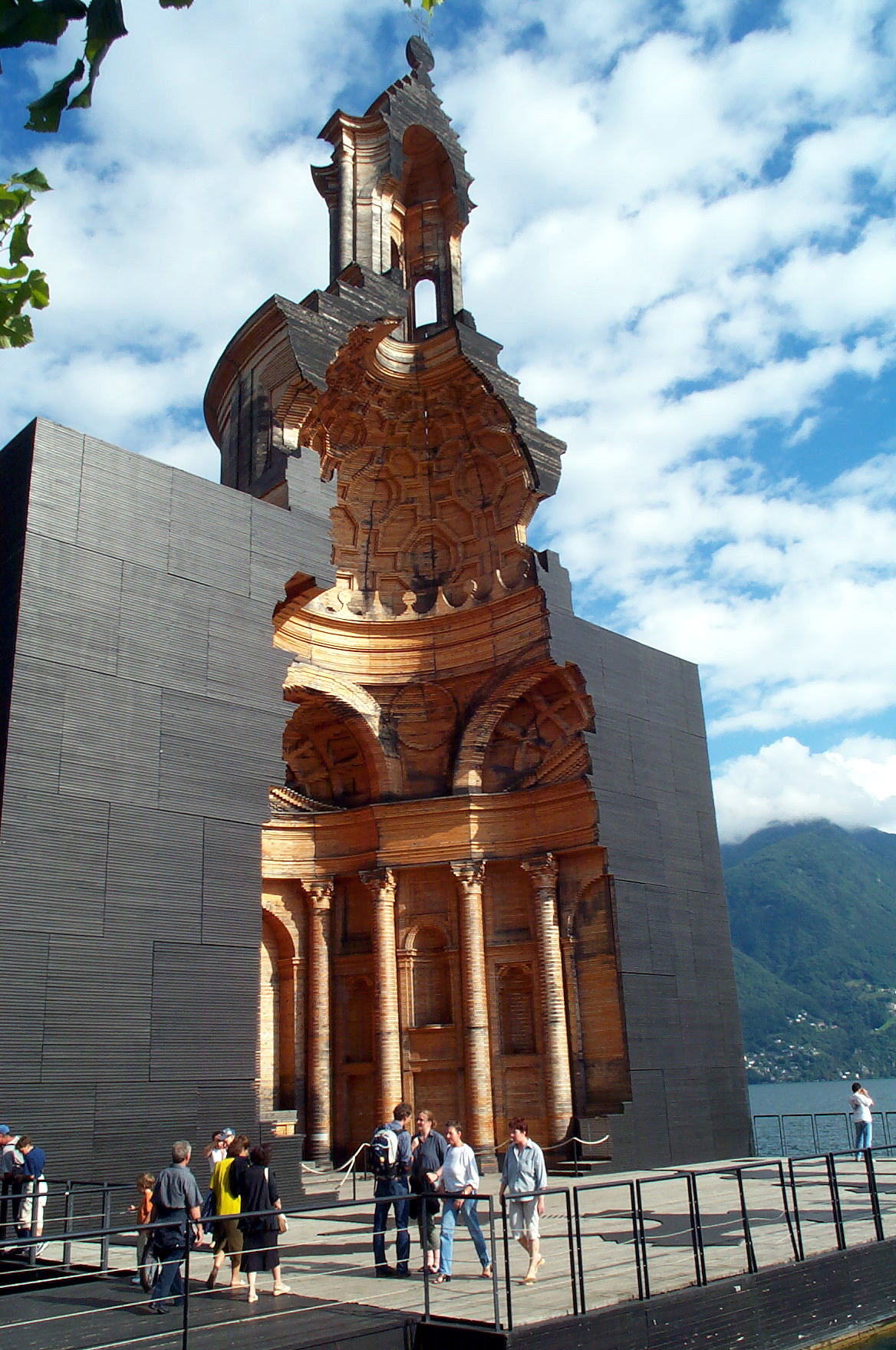
マリオ・ボッタによる生誕400年記念碑（1999年）。ボッロミーニのサン・カルロ・アッレ・クワトロ・フォンターネ聖堂のデッサンを基にしたもの。

メアリー・マッカーシー（1912-1989）の小説『アメリカの鳥』（1971）の主人公、アメリカ人青年ピーターは、ローマ旅行中、投宿したホテルが「ボロミーニの縄張りにあった」ことを「何かのしるしと考えて、この巨匠の作品を全部見ると決め、着々と実行に移してい（く）」。彼は「ボロミーニを見るとき、空間や量感について考えるのではなく、子供の頃におとぎ話から感じとったのと同じような感覚、つまり、世界はたえまなく形を変えるという感覚を味わった」。

## 人と性格
激情にかられやすく嫉妬深かったボッロミーニは典型的な憂鬱質で、気難しい性格だった。
また、自らの図面を「子ども」と呼び何よりも大事にしていた。自らのアイディアの盗用を異常なほど警戒しており、多くの図面を生前に焼き捨てている。
同時代の伝記作家が伝えるボッロミーニの肖像は、背が高く手足も大きく筋骨隆々としており、髪は黒く、いつも古めかしいスペイン風の黒いローブを着ていたというものである。
生涯を独身で過ごした。

## 建築作品
- サン・カルロ・アッレ・クワトロ・フォンターネ聖堂（1638-41、正面1665-67、ローマ）[2]
- サンティーヴォ・デッラ・サピエンツァ聖堂（1642-50、ローマ）
- サン・ジョバンニ・イン・ラテラノ大聖堂改修（1646-50、ローマ） ただし正面ファサードは18世紀のもの
- サンタニェーゼ聖堂（1653-57、ローマ）

## 関連文献
- 『フランチェスコ・ボッロミーニ 建築作品集―イタリア・バロックの建築書』、建築書の全文和訳
奈尾信英・岩谷洋子 訳、中央公論美術出版、2024年。ISBN 978-4805509838
- G・C・アルガン 『ボッロミーニ』長谷川正允訳、<SD選書>鹿島出版会、1992年
- クリスチャン・ノルベルグ＝シュルツ『図説世界建築史11　バロック建築』加藤邦男訳、本の友社、2001年